# 1584년
1584년은 일요일로 시작하는 윤년이다.

## 연호
- 명(明) 만력(萬曆) 12년
- 일본(日本) 덴쇼(天正) 12년
- 후 레 왕조(後黎朝) 꽝흥(光興) 7년
- 막 왕조(莫朝) 지엔타인(延成) 7년

## 기년
- 류큐(琉球) 쇼에이왕(尚永王) 12년
- 명(明) 신종 만력제(神宗 萬曆帝) 12년
- 조선(朝鮮) 선조(宣祖) 17년
- 후 레 왕조(後黎朝) 세종(世宗) 12년
- 막 왕조(莫朝) 막머우헙(莫茂洽) 20년

## 탄생
- 5월 2일 - 조선의 왕족 정혜옹주. (~1638년)
- 12월 15일 - 조선의 제14대 국왕 선조의 계비 인목왕후. (~1632년)

## 사망
- 2월 27일 - 조선의 문신, 성리학자 이이. (1536년~)
- 3월 18일 - 모스코바 대공국의 대공 이반 4세. (1530년~)
- 5월 26일 - 일본 센고쿠 시대의 무장 가모 가타히데. (1534년~)
- 7월 10일 - 네덜란드의 초대 빌럼 1세 판 오라녜. (1533년~)